# Il cranio e il corvo
Il cranio e il corvo (The Mind Benders) è un film del 1963 diretto da Basil Dearden.
Il soggetto è tratto da un romanzo di James Kennaway che è anche lo scenggiatore della pellicola.

## Trama
L'eminente dottor Sharpey, dopo aver intascato una cospicua somma di denaro, parte per Oxford, ma lungo il viaggio si toglie la vita gettandosi dal treno in corsa.
Il maggiore Hall indaga sugli eventi che lascerebbero trasparire un tradimento dello scienziato che poi si sarebbe suicidato per la vergogna.
Hall, a sua volta scienziato, decide di indagare sugli esperimenti che il dottor Sharpey stava tenendo e viene così in contatto con il dottor Tate e il dottor Longman, tutti fisiologi, tutti occupati nello studio del cosiddetto isolamento.
Longman, in particolare, come Sharpey, si è sottoposto di persona ad esperimenti di isolamento, uscendone scioccato. Hall vuole scoprire se tali esperimenti possano dare una spiegazione del comportamento di Sharpey e convince quindi Longman a sottoporsi di nuovo ad una prova di isolamento per capire se questo sia tale da poter ingenerare una sorta di lavaggio del cervello nel qual caso si potrebbe cancellaro l'onta del traditore che ora ammanta lo scienziato suicida.
L'esperimento, lungo e drammatico, si conclude con Tate che, deliberatamente distrugge a parole quello che era stato individuato come il più profondo convincimento di Longman, l'amore verso sua moglie Oonagh, madre dei suoi quattro figli e incinta di un quinto.
Quando Longman rivede la moglie, sotto gli occhi attenti di Hall e Tate, non traspare alcun cenno di freddezza per cui il condizionamento indotto non sembra aver funzionato.
Sei mesi dopo, con Oonagh in procinto di partorire, Tate invita ad una festa dell'università tutti i colleghi, compresi Longman e consorte, che non vede più dai tempi del famoso esperimento. La coppia non è più quella di una volta, con Longman che maltratta la moglie. Alla festa poi, lo stesso si apparta con un'altra donna, mentre Oonagh rivela ai due scienziati il progressivo allontanamento del marito, che ora le mostra profondo disprezzo. Per Hall è la prova che il lavaggio del cervello ebbe successo e quindi fa ascoltare la registrazione del condizionamento ad entrambi perché capiscano e si riconcilino. Lui però non cede all'evidenza e insiste nel voler lasciare la moglie, finché questa con pazienza non lo riavvicina e, bisognosa di cure urgenti per il parto imminente, viene assistita e partorisce su un barcone grazie al marito.
Quest'esperienza fa ricostruire all'uomo la verità del suo rapporto con Oonagh e superare il trauma del feroce esperimento. Longman è tornato in sé, Sharpey è così riabilitato.

## Accoglienza

### Incassi
All'epoca il film ebbe una modestissima risposta in termini di incassi.